# Kyrksten
Kyrksten – miejscowość (tätort) w Szwecji, w regionie administracyjnym (län) Värmland, w gminie Storfors.
Według danych Szwedzkiego Urzędu Statystycznego liczba ludności wyniosła: 237 (31 grudnia 2015), 249 (31 grudnia 2018) i 260 (31 grudnia 2019).